# Interinstitutionelle Vereinbarung
Eine interinstitutionelle Vereinbarung ist eine Vereinbarung zwischen dem Rat der Europäischen Union, dem Europäischen Parlament und der Kommission. Solche Vereinbarungen regeln die Zusammenarbeit dieser Institutionen. Erstmals wurden interinstitutionelle Vereinbarungen in einer Erklärung der Regierungskonferenz zum Vertrag von Nizza definiert; eine ausdrückliche primärrechtliche Verankerung war erstmals im Vertrag von Lissabon vorgesehen. Gegenwärtige Rechtsgrundlage für interinstitutionelle Vereinbarungen ist Art. 295 AEUV.
Ursprünglich wurden interinstitutionelle Vereinbarung im Wesentlichen nur in Angelegenheiten des EU-Haushalts abgeschlossen. So wurde in diesem Bereich etwa die interinstitutionelle Vereinbarung über die Haushaltsdisziplin und die wirtschaftliche Haushaltsführung abgeschlossen. Sie regelt nähere Bestimmungen zur Erstellung des Haushaltsplans und zur Verwaltung der Haushaltsmittel. Die Vereinbarung gliedert sich in drei Teile:
- I. Teil: Finanzrahmenplan für die Jahre 2007 bis 2013
- II. Teil: Zusammenarbeit zwischen den Organen bei der Beschlussfassung des Haushaltsplans
- III. Teil: Gebarung der EU-Organe.

Die Regelungen dieser interinstitutionellen Vereinbarung waren wesentlich, da die primärrechtlichen Vorschriften den EU-Haushalt betreffend vor dem Inkrafttreten des Vertrags von Lissabon seit dem Jahr 1975 nicht mehr geändert wurden.
Durch den Vertrag von Lissabon kam es im Bereich des Haushaltswesens zu wesentlichen Änderungen. So ordnet der Vertrag über die Arbeitsweise der Europäischen Union in der Fassung des Vertrags von Lissabon an, dass der Finanzrahmenplan durch Verordnung des Rates mit Zustimmung des Europäischen Parlaments anzunehmen ist. Auch das Verfahren zur Annahme des Haushaltsplans wurde grundlegend überarbeitet. Daher sind etliche Bestimmungen der genannten interinstitutionellen Vereinbarung nunmehr gegenstandslos, Entwürfe zur Anpassung der Haushaltsvorschriften an die durch den Vertrag von Lissabon geschaffene Rechtslage liegen vor.
Das Instrument der interinstitutionellen Vereinbarungen ist jedoch nicht auf den Bereich des Haushaltsrechts beschränkt. Insbesondere seit dem Inkrafttreten des Vertrags von Nizza wurden interinstitutionelle Vereinbarungen in einigen anderen Rechtsbereichen abgeschlossen. Ein Beispiel hierfür wäre die interinstitutionelle Vereinbarung „Bessere Rechtsetzung“ oder die interinstitutionelle Vereinbarung zum Zugang des Europäischen Parlaments zu sensiblen Informationen des Rates im Bereich der Sicherheits- und Verteidigungspolitik.